# Gilbert of Stirling
Gilbert of Stirling (auch Gilbert de Strivelyn; † 1239) war ein schottischer Geistlicher. Ab etwa 1228 war er Bischof von Aberdeen.
Gilbert of Stirling war ein Schreiber, der spätestens ab 1198 im Dienst von König Wilhelm I. stand. Nachdem Matthew Scot 1228 auf eine Kandidatur für das Amt des Bischofs des nordschottischen Bistums Aberdeen verzichtet hatte, wurde Gilbert dank der Förderung von König Alexander II. zum Bischof gewählt. Vor 1230 wurde er zum Bischof geweiht, denn in diesem Jahr nahm er als Bischof an einer königlichen Ratsversammlung in Dundee teil. Aus Gilberts Amtszeit sind sieben Urkunden erhalten, von denen drei von seinem Bruder Simon de Stirling mit besiegelt wurden. Sein Kaplan Jordan wurde zunächst Kanoniker und dann Präzentor der Kathedrale von Aberdeen. 1236 schloss Gilbert mit Andrew, dem Bischof des benachbarten Bistums Moray, über die Grenzen ihrer Diözesen. Er wird letztmals am 24. Juni 1238 gesichert erwähnt und starb sehr wahrscheinlich im Folgejahr.